# 5254 Ulysses
5254 Ulysses (1986 VG1) là một Trojan của Sao Mộc được phát hiện ngày 7 tháng 11 năm 1986 bởi E. W. Elst ở Đài thiên văn Haute-Provence.